# Gentiana kaufmanniana
Gentiana kaufmanniana är en gentianaväxtart. Gentiana kaufmanniana ingår i släktet gentianor, och familjen gentianaväxter.

## Underarter
Arten delas in i följande underarter:
- G. k. affghanica
- G. k. kaufmanniana